# RPA-170M
El RPA-170M es un radar militar de vigilancia aérea construido por la empresa estatal argentina INVAP.

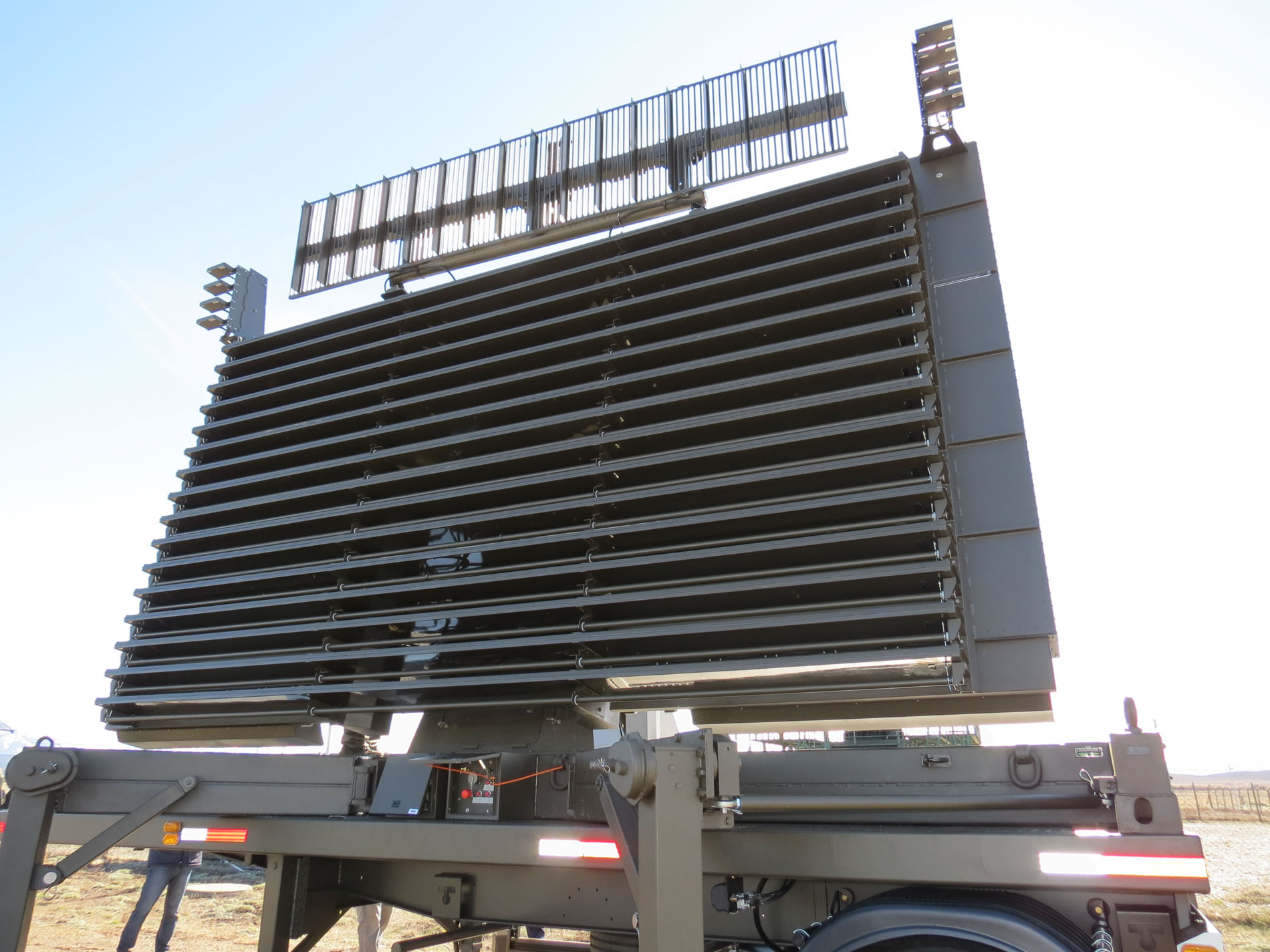
Radar militar 3D Argentino de medio alcance

## Desarrollo
El RPA-170M es un radar de vigilancia aérea de 170 millas náuticas (314,8 km) de alcance y aero-transportable en un avión C-130. Es un radar derivado del RPA-240T de mayor alcance. Su diseño y producción está a cargo de la empresa estatal argentina INVAP de San Carlos de Bariloche, Río Negro.
El 30 de mayo de 2022 la Fuerza Aérea Argentina inauguró un RPA-170M en Río Grande, Tierra del Fuego; como parte del Sistema Nacional de Vigilancia y Control Aeroespacial (SINVICA).
Características 
El RPA-170M emplea una antena de tipo phased array, con barrido electrónico en elevación pencil beam, y técnicas digitales tanto para la generación de formas de onda, formación de pinceles y procesamiento de señal. Su operación definida por software, proporciona gran flexibilidad al sistema, permitiéndole adaptarse a diferentes requerimientos de misión en los más variados entornos de operación. En particular, sus haces especiales para baja elevación, permiten un desempeño destacable en la detección de aeronaves de pequeño porte furtivas.
El diseño de su antena con bajo nivel de lóbulos laterales, está basado en Módulos de Transmisión-Recepción (MTR) de estado sólido. Esto, sumado a la redundancia de componentes críticos y la capacidad de reconfigurarse dinámicamente, asegura una alta disponibilidad y degradación suave ante la ocurrencia de fallas.
El radar cuenta con un conjunto avanzado de Contra-Contra Medidas Electrónicas (CCME) que le permiten mantener un excelente desempeño para la detección de blancos, aún en complejos escenarios de guerra electrónica. Para ello cuenta con antenas, receptores y procesadores dedicados, lo que junto a algoritmos de procesamientos específicos, le permiten contrarrestar una amplia variedad de ataques electrónicos.
Sus interfaces gráficas para configuración, control, diagnóstico y operación son simples e intuitivas, lo que permite acelerar drásticamente la curva de aprendizaje del personal operativo y técnico, minimizando los costos asociados al despliegue y mantenimiento.
El sistema completo, que incluye dos puestos de operación y de comunicaciones, se encuentra contenido en el espacio de dos cabinas ISO de 20 pies que puede ser transportado por cualquier vehículo con fijaciones estándar. Todo el equipo necesario para entrar en operación puede ser transportado en sólo un C-130.
El despliegue y puesta en funcionamiento se realiza en menos de 30 minutos, con una dotación de dos personas mínimamente entrenadas. Puede ser operado de manera local, constituyendo en sí mismo un centro de comando, control y comunicaciones completo, o bien de manera remota y prácticamente desatendida, pudiendo integrarse a sistemas de comando multi-sensor. En cualquier caso, la configuración operativa puede ser adaptada según requerimiento del usuario.
El RPA-170M es un sistema diseñado y fabricado íntegramente en San Carlos de Bariloche, Argentina.